# Internationale Kommission für Militärgeschichte
Die Internationale Kommission für Militärgeschichte (französisch Commission Internationale d’Histoire Militaire, CIHM) ist eine wissenschaftliche Organisation zur vergleichenden Erforschung von Militärgeschichte. Sie steht unter der Schirmherrschaft der UNESCO und wurde 1938 während einer Tagung der Internationalen Kommission für Historische Wissenschaften (CIHS) gegründet. Insgesamt 41 nationale Kommissionen (auch aus Deutschland u. a.) gehören der CIHM heute an.
Es werden u. a. Seminare und internationale Tagungen abgehalten, der Konferenzband Acta veröffentlicht, die Internationale Zeitschrift für Militärgeschichte (seit 1939) und die Internationale Militärgeschichtliche Bibliographie (seit 1978) herausgegeben.
Drei Komitees existieren: „Bibliografisches Komitee“, „Archiv-Komitee“ und „Komitee für Lehre & Unterricht“.

## Präsidenten
- 1938–1950: Albert Depréaux (Frankreich)
- 1950–1960: Olof Ribbing (Schweden)
- 1960–1965: Jan Willem Wijn (Niederlande)
- 1965: Oskar Regele (Österreich), Ehrenpräsident
- 1965–1973: Henry Contamine (Frankreich)
- 1973–1975: Fernand Gambiez (Frankreich), Ehrenpräsident
- 1975–1980: Bengt Åhlsund (Schweden)
- 1980–1990: André Corvisier (Frankreich), Ehrenpräsident
- 1990–2000: Kees Schulten (Niederlande), Ehrenpräsident
- 2000–2010: Luc de Vos (Belgien), Ehrenpräsident
- 2010–2015: Piet Kamphuis (Niederlande), Ehrenpräsident
- seit 2015: Massimo de Leonardis (Italien)